# Anaal Nathrakh
Gli Anaal Nathrakh sono un gruppo black metal e grindcore inglese, formatosi nel 1998. Il nome deriva dalle parole pronunciate dal mago Merlino nel film del 1981, Excalibur. Il significato di Anaal Nathrakh è "respiro del serpente".

## Storia

### Le origini

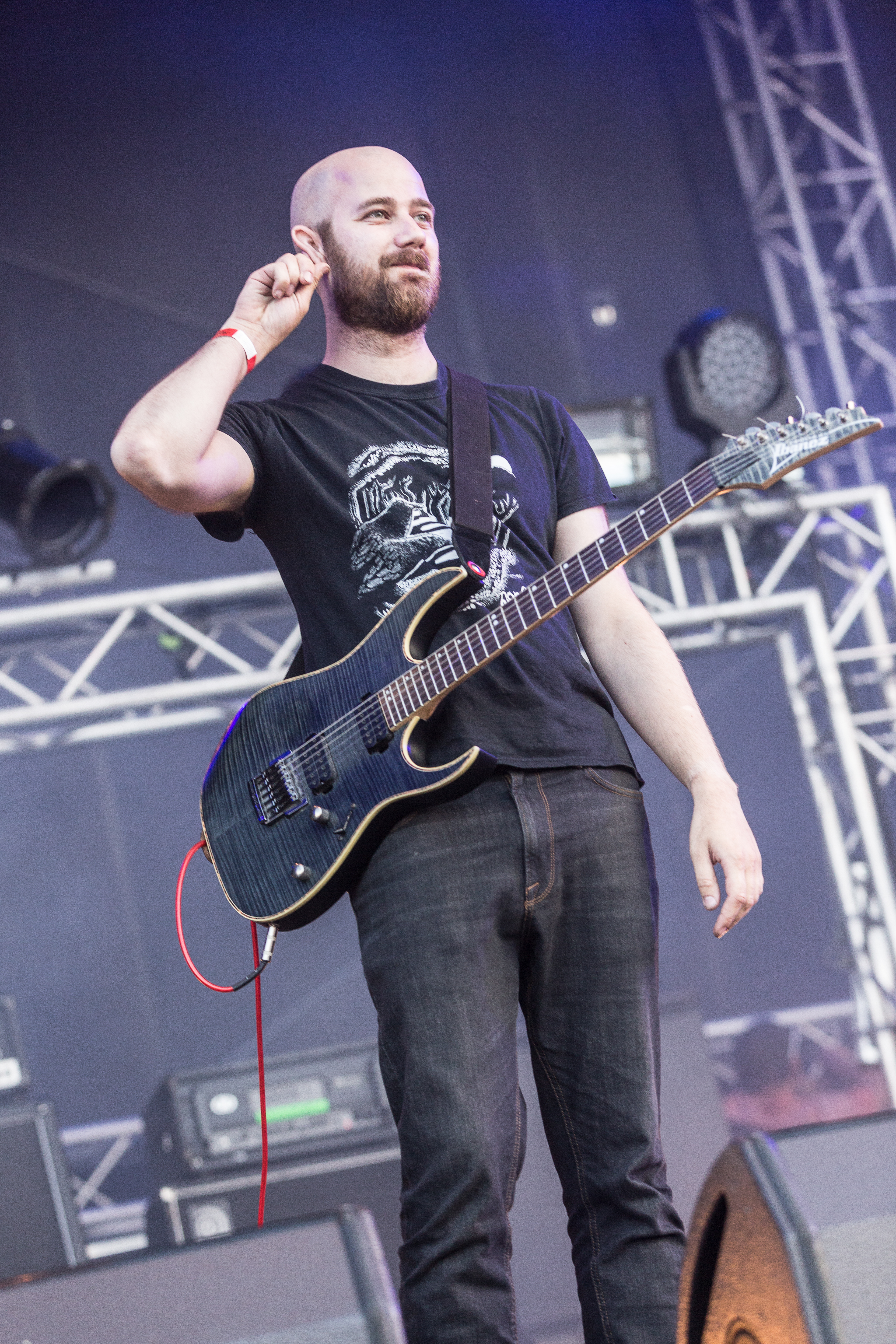
James Walford

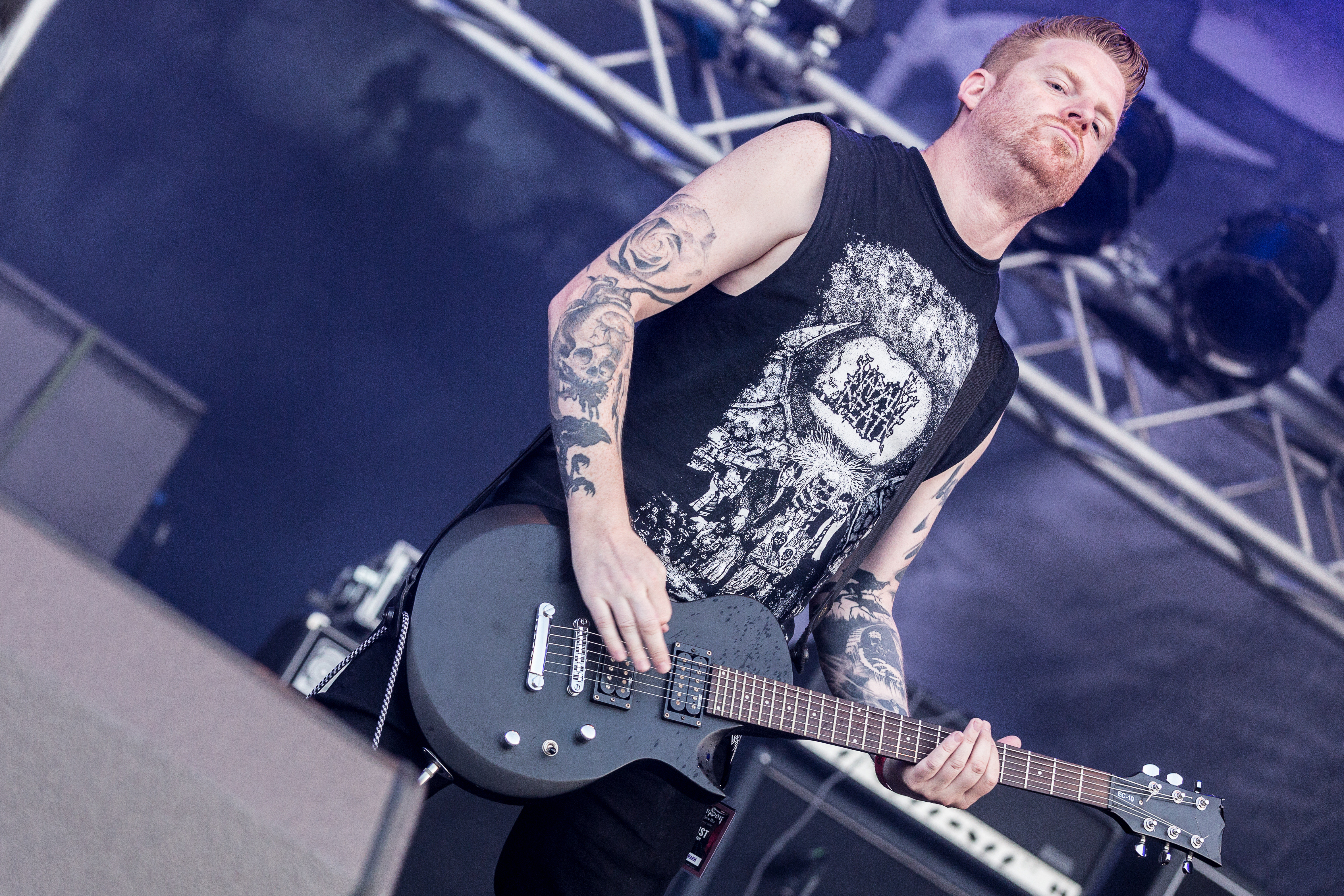
Irrumator, aka Mick Kenney, al Party.San Metal Open Air 2018

Gli Anaal Nathrakh nascono nel 1998, all'epoca suonavano black metal piuttosto grezzo. Dopo aver firmato un contratto con la label indipendente Mordgrimm pubblicarono il loro primo album nel 2001, intitolato The Codex Necro, 3 anni più tardi passarono alla Season of Mist che pubblicò il secondo full-length, Domine non es dignus che si distingueva per un sound piuttosto personale rispetto al black metal canonico dato combinando elementi tipici di grind e death metal. Un'ulteriore evoluzione si ebbe con Eschaton del 2006 e con Hell Is Empty and All the Devils Are Here dell'anno successivo, quest'ultimo pubblicato dalla FETO Records.

### La FETO Records

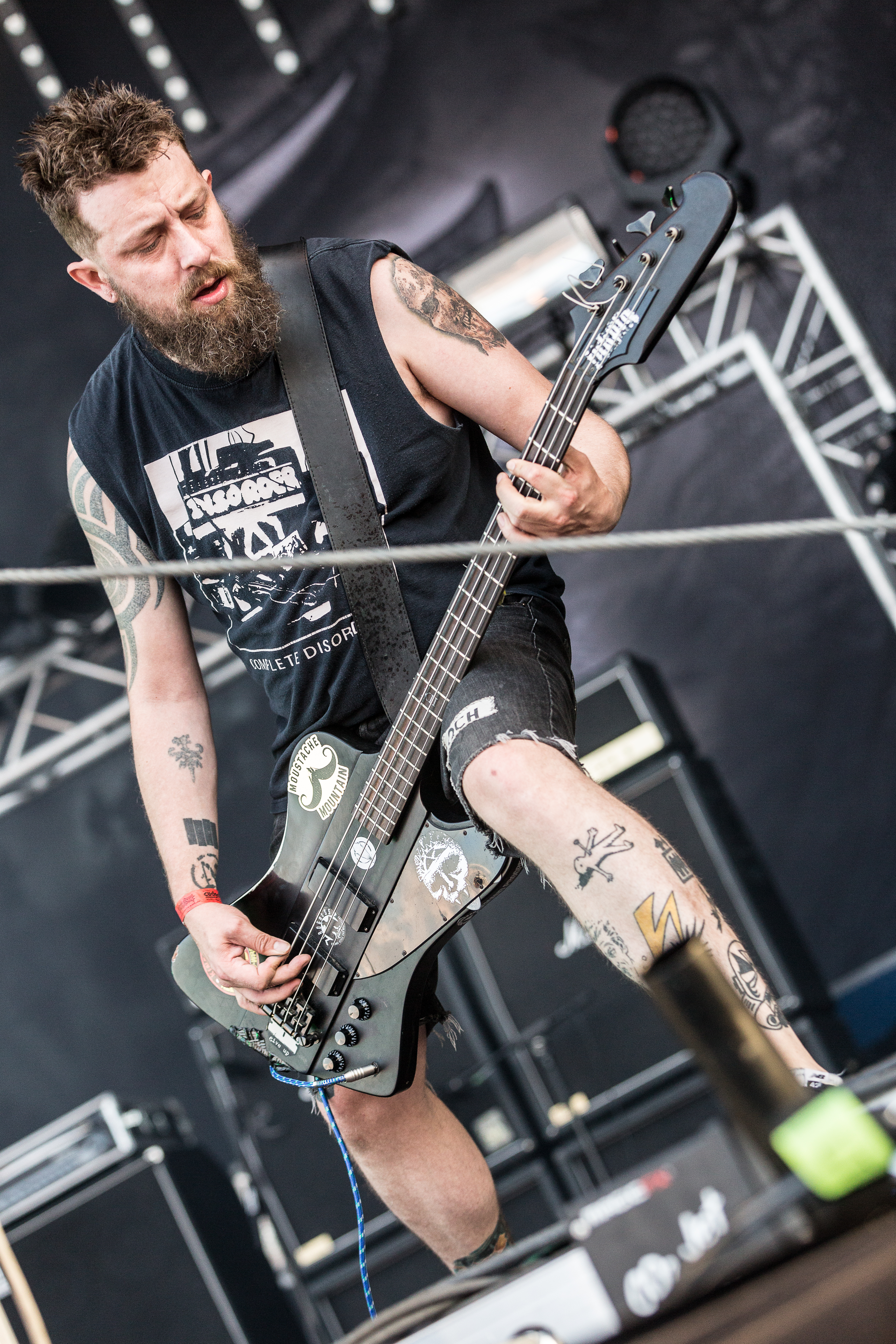
Duncan Wilkins

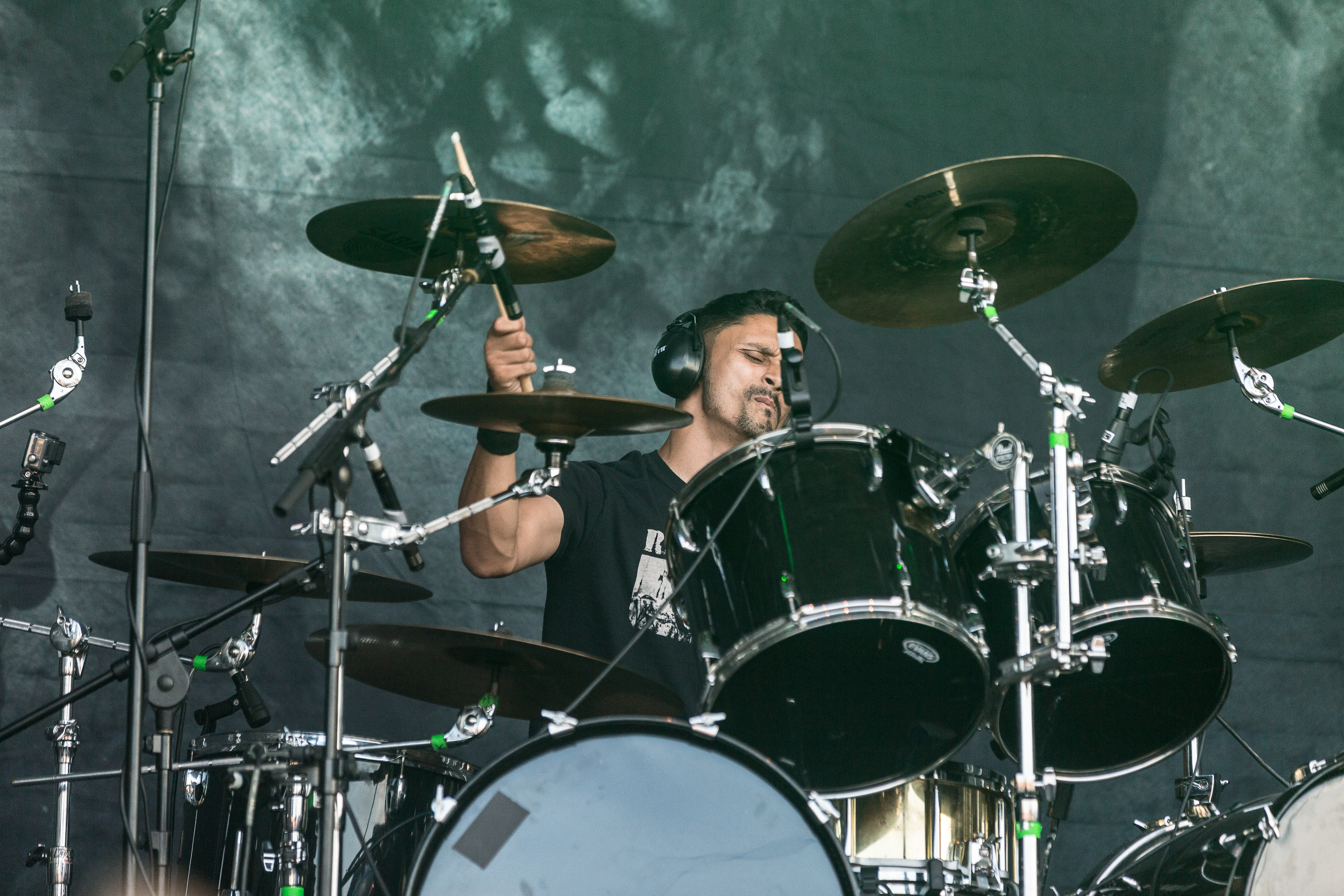
Anil Carrier

Nel 2002, Mick Kenney fondò la FETO Records assieme a Shane Embury dei Napalm Death. Come nome dell'etichetta, scelsero l'acronimo del secondo album dei Napalm Death, From Enslavement to Obliteration.
Nei primi 2 anni di attività, l'etichetta produsse quasi esclusivamente dischi dei Napalm Death: l'album Order Of The Leech, ancora corrosivo nei riguardi dell'industria discografica, per il mercato britannico (l'edizione statunitense fu invece affidata alla Spitfire Records), al quale seguirono il mini CD The Leech Sampler e il live Punishment in Capitals nel 2003, registrato il 12 aprile 2002 a Londra.
Dal 2006 l'attività dell'etichetta si è ampliata notevolmente, iniziando a produrre sia progetti paralleli dei due fondatori come il disco eponimo degli Exploder, The Inferno dei Professor Fate, il quarto album dei Mistress The Glory Bitches Of Doghead in cui partecipava Kenney e Violent Reprisal dei Lock Up in cui partecipava Embury, sia contrattualizzando nuove band, tra le quali gli inglesi Ramesses, Nyia e Theoktony, i giapponesi 324, e gli italiani Cripple Bastards (preminenti nella scena grindcore).
Nel gennaio del 2008 l'etichetta annunciò il calendario del primo festival From Enslavement To Obliteration Fest (in breve F.E.T.O. Fest, talvolta scritto FETO Fest), che fu organizzato a Londra il 2 maggio 2008. Altre edizioni del festival sono state organizzate negli anni successivi.

### 2009-oggi
Nel 2009 venne pubblicato In the Constellation of the Black Widow, che non si discostò molto dallo stile dei due precedenti.
La band ha annunciato la pubblicazione del sesto album in studio per maggio del 2011, intitolato Passion.

## Stile
Gli Anaal Nathrakh sono generalmente descritti come black metal, ma una loro peculiarità è quella di apparire in jeans e T-shirt, cosa che poco ha a che vedere con la classica teatralità del genere.
Il gruppo non ha mai pubblicato i propri testi (che risultano quasi completamente incomprensibili dall'ascolto), ma dai titoli e dalle informazioni che hanno dato durante le interviste si evince una spiccata propensione a parlare di apocalisse, di morte e di odio verso la razza umana.

## Attività dal vivo
Gli Anaal Nathrakh sono nati come progetto puramente basate sulle opere in studio. Però, visto il successo ottenuto in una live session su BBC Radio 1, hanno pensato di continuare l'attività sul palcoscenico anche se solo per pochi concerti, senza mai cominciare un vero e proprio tour.
Gli Anaal Nathrakh debuttarono dal vivo il 15 dicembre 2005 al London's Underworld, seguito da un concerto al Birmingham Edwards No 8 il 16 dicembre. In loro supporto allo show londinese c'erano i The Axis of Perdition, Ted Maul e i Leech Woman.

## Formazione

### Formazione attuale
- Irrumator (Mick Kenney) – tutti gli strumenti
- V.I.T.R.I.O.L. (Dave Hunt) – voce

#### Musicisti di supporto nei concerti
- Ventnor (Nog) – chitarra
- Misery (Paul Kenney) – basso
- St. Evil (Steve Powell) – batteria

### Ex componenti
- Leicia – basso (1998-2000)

#### Turnisti
- Nicholas Barker – batteria
- Shane Embury – basso (2004-2005)
- Danny Herrera – batteria (2005)

## Discografia

### Album in studio
- 2001 – The Codex Necro
- 2004 – Domine non es dignus
- 2006 – Eschaton
- 2007 – Hell Is Empty and All the Devils Are Here
- 2009 – In the Constellation of the Black Widow
- 2011 – Passion
- 2012 – Vanitas
- 2014 – Desideratum
- 2016 – The Whole of the Law
- 2018 – A New Kind of Horror
- 2020 – Endarkenment

### Cofanetti
- 2015 – The Candlelight Years

### Raccolte
- 2002 – Total Fucking Necro
- 2010 – The Codex Necro / When Fire Rains Down from the Sky, Mankind Will Reap as It Has Sown

### Demo
- 1999 – Anaal Nathrakh (demo)
- 1999 – Total Fucking Necro (demo)

### EP
- 2003 – When Fire Rains Down From the Sky, Mankind Will Reap as it Has Sown (EP)

### Singoli
- 2009 – More of Fire than Blood
- 2011 – Man at C&A
- 2012 – Of Fire, and Fucking Pigs